# Tschoja
Tschoja (russisch Чоя) ist ein Dorf (selo) in der Republik Altai (Russland) mit 1916 Einwohnern (Stand 14. Oktober 2010).

## Geographie
Der Ort liegt 40 km Luftlinie östlich der Republikhauptstadt Gorno-Altaisk im nördlichen Teil des russischen Altai. Es befindet sich bei der Mündung der Tschoika in den rechten Katun-Nebenfluss Ischa.
Tschoja ist Verwaltungssitz des Rajons Tschoiski sowie Sitz der Landgemeinde Tschoiskoje selskoje posselenije, zu der neben dem Dorf Tschoja noch die Dörfer Gussewka, Ischinsk, Kiska und Sowetskoje gehören.

## Geschichte
Das Dorf wurde 1876 von russischen Umsiedlern und Kaufleuten gegründet. 1922 wurde es mit Gründung der Oirotischen Autonomen Oblast, aus der sich die heutige Republik Altai entstand, Verwaltungssitz des Uspenski aimak. 1933 wurde dieser in Tschoiski aimak umbenannt, aber 1956 aufgelöst. 1980 wurde die Verwaltungseinheit wiederhergestellt, nun als Rajon.

### Bevölkerungsentwicklung
| Jahr | Einwohner |
| ---- | --------- |
| 1939 | 1045      |
| 1989 | 1831      |
| 2002 | 1919      |
| 2010 | 1916      |

Anmerkung: Volkszählungsdaten

## Verkehr
Tschoja liegt an der Straße, die von der Fernstraße M52 bei Maima über Gorno-Altaisk in den Nordostteil der Republik führt, wo sie südlich von Turotschak die Regionalstraße R375 erreicht, die von Bijsk der rechten, östlichen Seite der Bija aufwärts bis zum Telezker See folgt.